# Landen Ridge
Landen Ridge är en bergstopp i Antarktis. Den ligger i Västantarktis. Argentina, Chile och Storbritannien gör anspråk på området. Toppen på Landen Ridge är 527 meter över havet, eller 1 meter över den omgivande terrängen. Bredden vid basen är 0,17 km.
Terrängen runt Landen Ridge är varierad. Trakten är obefolkad. Det finns inga samhällen i närheten.